# 汐見雪菜
汐見 雪菜（しおみ ゆきな、10月28日 - ）は、日本の女性声優。富山県高岡市出身。RME所属。

## 略歴
『鋼の錬金術師』の主人公であるエドワード・エルリックが好きで、アニメ版第7話での声優の演技に感激したことが声優を志すきっかけとなった。
2020年4月から声優としての自分を知ってもらう一つの手段としてバーチャルYouTuber 汐見ユキナでの活動を開始。主にゲーム実況や歌ってみた、出身地である富山をテーマにした動画を投稿している。2022年5月より同チャンネルにてゲーム配信をスタート。
2024年10月8日にチャンネル登録者数が1000人に到達した。

## 人物
特技は獅子舞笛、フルート、書道(五段)。
趣味は不思議の国のアリス、ひとりカラオケ、ハンドメイド雑貨作り・鑑賞、エレクトーン。

## 出演

### ゲーム
2019年
- 三国志無限大戦（貂蝉、〈戦姫〉劉備、金タヌキ、経タヌキ 他）
- 幻妖物語-十六夜の輪廻（巫女、雪姫の巫女）
- ルミナスフォレスト～選ばれし三人の勇者たち（レナ、エブリン、グレン）

2020年
- 戦姫ストライク（セイレン）
- ラストエトワール：自由への軌跡（カーミラ、精霊の王女・トレスト、星霊・琉璃、星霊・澪、ハンター）
- アズールレーン（2020年 - 2023年、プリンストン、プリンストン〈META〉）

2021年
- 極夜大陸：メテオの彼方（キーシャ、ナーラ、フェミア)
- グラナド・エスパダ（コードネームC、クローエ）
- カウンター・アームズ（NA-50）
- フロンティア・ゼロ～境界を越える想い～（ポリィ）
- ラストオリジン（解体者アザズ）

2023年
- アフォガート（一ノ瀬えま、アンナ）

- ツリーオブセイヴァーМ（ウィノナ・エンデ）

2025年
- 『幻想』〜ゆめごこち～（座敷童）
- ラストオリジン（メローペ）

### 吹き替え
2023年
- 運命の回り道（ティア、マーガレット、自動音声)
- 魅惑のアクアリウム（オーナー・バーバラ、デブ）※ボイスオーバー
- 5つ子ベビー成長記　ファミリー旅行（水族館の女性飼育係）※ボイスオーバー
- 5つ子ベビー成長記　波乱のトイレトレーニング（ヘアサロンの美容師）※ボイスオーバー
- ミッション・シャークドーム（研究員クリスティーン・デ・シルバ）※ボイスオーバー
- フェ〜レンザイ -神さまの日常- (カエル、女性店員、館内放送、豚、ペンギン)

2025年
- ジョーズvsリヴィアタン（古生態学者キム・ソラ）※ボイスオーバー

### 舞台
- 劇団フェリーちゃん　第五の航海『Ma les me Role ～マルムロール～』（ルーナ[22][23]）

### イベント
- 「The 10th Anniversary May’n × JOYSOUND コラボキャンペーン」 カラオケコンテスト ファイナリスト[1]
- 第五の航海『Ma les me Role ～マルムロール～』DVD発売イベント ひみつ上映会[24]

### ナレーション
- 幻妖物語 十六夜の輪廻 PV[25]

### 歌唱
- 劇団フェリーちゃん　第五の航海『Ma les me Role ～マルムロール～挿入歌CD』「Cuo-行方-」
- ラストオリジン キャラクターソング「End of Farewell」「GO UP」「ようこそ、ラストパラダイスへ」